# Juan Guaidó
Juan Gerardo Guaidó Márquez, venezuelski politik, * 28. julij 1983.
Bil je predsednik Državnega zbora Venezuele, od januarja 2019 pa je delno priznan kot začasni predsednik Venezuele. Je član centristične socialdemokratske stranke Ljudska volja in zvezni poslanec v Državnem zboru, ki zastopa državo Vargas. 
Med predsedniško krizo v Venezueli leta 2019 je Guaidó prisegel, da bo začasno predsedoval Venezueli, pri čemer bo izpodbijal vodstvo Nicolása Madura. Do februarja 2019 ga je za začasnega predsednika tako ali drugače priznalo več kot 50 vlad, med drugim ZDA, Kanada, Avstralija, Japonska ter veliko držav članic skupin Lima in EU. Vrhovno sodišče Venezuele zavrača Guaidoja, Vrhovno sodišče v izgnanstvu pa ga priznava.
Kmalu zatem, ko je Guaidó postal predsednik Državnega zbora, so ga organi na kratko zadržali, ker je izrazil pripravljenost za prevzem oblasti. Prav tako mu je bilo prepovedano zapustiti državo in zamrznili so njegovo premoženje.  

## Začasni predsednik Venezuele

### Prevzem predsedniških pooblastil in dolžnosti
V 223. členu Venezuelske ustave piše:  "ko je novoizvoljeni predsednik absolutno odsoten pred nastopom funkcije, bodo potekale nove volitve [...] in dokler predsednik ne bo izvoljen in prevzame funkcije, bo začasni predsednik predsednik državnega zbora".
Po tem, kar sta on in drugi opisali kot "nelegitimen" začetek mandata Madura 10. januarja 2019, je Guaidó dejal, da je pripravljen prevzeti oblast in se oklicati za začasnega predsednika.   Državni zbor je razglasil, da je Guaidó prevzel pooblastila in dolžnosti predsednika, hkrati bodo nadaljevali z načrtom odstranitve Madura.   23. januarja so pozvali k demonstracijam, na datum 61. obletnice padca diktature Marcosa Péreza Jiméneza.  Guaidó je za Wall Street Journal povedal, da "ne gre za obračanje rok, lomljenje kolen, temveč za podajanje roke" in ponudil "amnestijo vojakom, ki si bodo prizadevali za tranzicijo oblasti".   Pred velikim številom demonstrantov, ki so 23. januarja prišli na ulice mest po vsej Venezueli in drugod po svetu, je Guaidó prisegel "pred vsemogočnim Bogom ... da bo formalno prevzel izvršilno oblast kot predsednik Venezuele". 